# スコット・ゲミル
スコット・ゲミル（Scot Gemmill、1971年1月2日 - ）は、スコットランドの元サッカー選手。元スコットランド代表。ポジションはミッドフィールダー。

## 来歴
1995年にスコットランド代表デビュー。出場機会は無かったがUEFA EURO '96、1998 FIFAワールドカップのメンバーにも選ばれた。2003年までに25試合に出場した。

## 代表歴

### 出場大会
- スコットランド代表
  - 1998 FIFAワールドカップ

### 試合数
- 国際Aマッチ 25試合 0得点（1995年-2003年）[1]

| スコットランド代表 | 国際Aマッチ | 国際Aマッチ |
| 年                 | 出場        | 得点        |
| ------------------ | ----------- | ----------- |
| 1995               | 4           | 0           |
| 1996               | 2           | 0           |
| 1997               | 5           | 0           |
| 1998               | 2           | 0           |
| 1999               | 2           | 0           |
| 2000               | 0           | 0           |
| 2001               | 3           | 0           |
| 2002               | 5           | 0           |
| 2003               | 2           | 0           |
| 通算               | 25          | 0           |